# Saint-Michel-de-Veisse
Saint-Michel-de-Veisse – miejscowość i gmina we Francji, w regionie Nowa Akwitania, w departamencie Creuse.
Według danych na rok 1990 gminę zamieszkiwało 177 osób, a gęstość zaludnienia wynosiła 11 osób/km² (wśród 747 gmin Limousin Saint-Michel-de-Veisse plasuje się na 451. miejscu pod względem liczby ludności, natomiast pod względem powierzchni na miejscu 416.).